# John Skoglund
John Eric Pelle Skoglund, född 27 november 1993 i Alingsås, är en svensk politiker (socialdemokrat), som var riksdagsledamot (tjänstgörande ersättare för Peter Johnsson) 29 oktober – 7 december 2015 för Västra Götalands läns norra valkrets.
I riksdagen var han extra suppleant i kulturutskottet.
Skoglund har sedan 2017 lämnat sina politiska uppdrag för diplomatyrket. Han har tidigare tjänstgjort vid såväl FN-enheten som Afrikaenheten på Utrikesdepartementet och tjänstgjorde 2019–2021 som politisk rapportör med ansvar för Afrikanska Unionen (AU) vid Sveriges ambassad i Addis Abeba. Sedan hösten 2021 tjänstgör Skoglund som biträdande myndighetschef vid Sveriges Ambassad i Bosnien och Hercegovina.
.